# Augustín Abarca
Augustín Abarca (Talca, 1882 — Santiago, 1953) foi um pintor chileno paisagista de inspiração simbolista.